# Kapela Kristovog raspeća (Pregrada)
Kapela Kristovog raspeća je rimokatolička građevina u gradu Pregradi zaštićeno kulturno dobro.

## Opis dobra
Grobljanska kapela Kristova Raspeća nalazi se na mjesnom groblju u Pregradi smještenom na blagoj uzvisini na istočnoj obali potoka Kosteljine. Gradnja kapele dovršena je oko 1880. g. Tlocrtno ima oblik kvadrata, a sastoji se od ulaznog natkritog trijema i unutrašnje prostorije za ispraćaj pokojnika. Kapela je arhitektonski oblikovana u duhu povijesnih stilova neogotičkog izraza, što je naročito vidljivo na natkritom ulaznom trijemu, koji se prema zapadu otvara s tri šiljasta neogotička luka. Iznad središnjeg, najvišeg luka uzdiže se zvonik na preslicu, rijedak u ovim krajevima. Na prednjoj strani preslice nalazi se polukružno zaključena niša u kojoj je raspelo.

## Zaštita
Pod oznakom Z-4663 zavedena je kao nepokretno kulturno dobro - pojedinačno, pravnog statusa zaštićena kulturnog dobra, klasificirano kao "sakralna graditeljska baština".